# 鷲尾城
鷲尾城（わしおじょう）は、信濃国埴科郡（長野県千曲市）にあった日本の城（山城）。

## 概要
城主は信濃村上氏の庶流である倉科氏と言われているが築城時期などの詳細は不明である。高さ3m余の石積みを巡らした本丸入口には帯曲輪が残る。このように高い石積みのある山城跡はこの地域では珍しく、雁田城、霞城、鞍骨城と数えるほどしかない。本丸から奥の尾根上には倉科将軍塚古墳があり城郭の一部として利用されていたものと考えられている。
一説には村上顕国の次男義顕が倉科に住んで倉科氏となったとされる。倉科氏一族は後に村上氏嫡流の葛尾城が落城した時に安曇方面に逃れたとの記録があるとされている。現在その倉科姓を名乗る人々は地元倉科地区にはいない。しかし、大町市や松本市などには子孫とされる倉科姓が見られている。
なお鷲尾城登山口には庭園や大日堂があり、初代松代藩主真田信之の次女・泰子姫（見樹院・「まさ」とも）が夫早逝のため嫁ぎ先から出戻り居住した屋敷跡と伝えられる。また庭園内の池畔には奈良時代の建立と伝えられる万葉歌碑がある。当時この周辺は大きな沼地で、船を係留した船つなぎの石と言うのもあって地名・石杭（歌碑の万葉歌では石井）の謂われだとされている。